# Linda (imię)
Linda – imię żeńskie. Istnieje kilka koncepcji jego pochodzenia. Może wywodzić się od portugalskiego słowa linda oznaczającego "piękna", może być zdrobnieniem takich imion jak Belinda lub Melinda lub też pochodzić od germańskiego pierwiastka językowego linden znaczącego "miękki", "czuły". Imię to może też wywodzić się z języków germańskich lub estońskiego (według mitologii imię to nosiła żona Kaleva – praojca wszystkich ludów zachodniofińskich).
Linda imieniny obchodzi 13 lutego oraz 4 września.
Znane osoby noszące imię Linda:
- Linda Evangelista – modelka
- Linda Evans (właściwie Evanstad) – amerykańska aktorka
- Linda Perry – amerykańska piosenkarka
- Linda Park  – aktorka